# جوني بريغز
جوني بريغز (بالإنجليزية: Johnny Briggs)‏ هو لاعب كرة قاعدة أمريكي، ولد في 10 مارس 1944 في باترسون في الولايات المتحدة.

## وصلات خارجية
- جوني بريغز على موقع دوري كرة القاعدة الرئيسي (الإنجليزية)
- جوني بريغز على موقع الدوري الياباني لكرة القاعدة (الإنجليزية)
- جوني بريغز على موقعبيزبول رفرنس.كوم (الدوري الرئيسي) (الإنجليزية)
- جوني بريغز على موقعبيزبول رفرنس.كوم (الدوري الثانوي) (الإنجليزية)
- جوني بريغز على موقع إي إس بي إن.كوم (أم.أل.بي) (الإنجليزية)
- جوني بريغز على موقع مشجعي الرسوم البيانية (الإنجليزية)